# Afra Saraçoğlu
Afra Saraçoğlu (Edremit, 2 de diciembre de 1997) es una actriz y modelo turca. 

## Biografía
Afra Saraçoğlu nació el 2 de diciembre de 1997 en el distrito Edremit de Balıkesir (Turquía), proviene de una familia turca de origen de Salónica y Creta. Su familia emigró después del colapso Imperio otomano.

## Carrera
Afra Saraçoğlu completó su educación primaria y secundaria en Antalya, luego se matriculó en el departamento de literatura de la Universidad Eskişehir Osmangazi de Eskişehir y obtuvo su título después de completar sus estudios.
En 2015 comenzó su carrera actoral con la película En Güzeli dirigida por Mustafa Ugur Yagcioglu. Al año siguiente, en 2016, fue invitada por el director Özcan Deniz a un rodaje de prueba para el papel de Çiçek en la película İkinci Şans y después de pasar fue incluida en el elenco. En 2017 interpretó el papel de Kayla en la película Kötü Çocuk dirigida por Yagiz Alp Akaydin. Después de esta última actuación, en 2017 y 2018 fue elegida para interpretar el papel de Ece Çamkıran en la serie emitida en Star TV Fazilet Hanım ve Kızları. En el 2018 se convirtió en la imagen de marca de Hummel y Pantene.
En 2018, interpretó el papel de Ada en la película İyi Oyun dirigida por Umut Aral y el de Gülüm en la película Aşk Bu Mu? dirigida por Ömer Ugur. Al año siguiente, en 2019 interpretó el papel de Hayat Çetin en la serie emitida en Star TV Kardeş Çocukları. En 2020 se unió al elenco de la serie emitida en Fox Öğretmen, interpretando a Gizem Bozkurt. Al año siguiente, en 2021, ocupó el papel de Tülin Saygı en la serie web de BluTV Yeşilçam. En el mismo año se convirtió en la cara de la marca Cornetto, mientras que en 2022 la de Elidor. En 2022 y 2023 fue elegida para interpretar el papel principal de Seyran Şanlı en la serie emitida en Star TV Yalı Çapkını junto al actor Mert Ramazan Demir. En 2023 se convirtió en el rostro de la marca Garnier.

## Vida personal
Afra Saraçoğlu de 2018 a 2022 estuvo vinculada sentimentalmente con el actor Mert Yazıcıoğlu, con quien compartió el set de la película İyi Oyun.su actual pareja es Mert Ramazan Demir

## Filmografía

### Cine
| Año  | Título      | Personaje | Director               |
| ---- | ----------- | --------- | ---------------------- |
| 2015 | En Güzeli   |           | Mustafa Uğur Yağcıoğlu |
| 2016 | İkinci Şans | Çiçek     | Özcan Deniz            |
| 2017 | Kötü Çocuk  | Kayla     | Yagiz Alp Akaydin      |
| 2018 | İyi Oyun    | Ada       | Umut Aral              |
| 2018 | Aşk Bu Mu?  | Gülüm     | Ömer Ugur              |

### Televisión
| Año       | Título                   | Personaje     | Cadeña  | Notas         |
| --------- | ------------------------ | ------------- | ------- | ------------- |
| 2017-2018 | Fazilet Hanım ve Kızları | Ece Çamkıran  | Star TV | 50 episodios  |
| 2019      | Kardeş Çocukları         | Hayat Çetin   | Star TV | 21 episodios  |
| 2020      | Öğretmen                 | Gizem Bozkurt | Fox     | 9 episodios   |
| 2022-2025 | Yalı Çapkını             | Seyran Şanlı  | Star TV | 101 episodios |

### Web TV
| Año  | Título   | Personaje   | Plataforma | Notas        |
| ---- | -------- | ----------- | ---------- | ------------ |
| 2021 | Yeşilçam | Tülin Saygı | BluTV      | 20 episodios |

## Comerciales
| Año  | Título   |
| ---- | -------- |
| 2018 | Hummel   |
| 2018 | Pantene  |
| 2021 | Cornetto |
| 2022 | Elidor   |
| 2023 | Garnier  |
| 2023 | Defacto  |

## Premios y reconocimientos
| Año  | Premio                                              | Categoría                                       | Trabajo                  | Resultado | Notas                                                                                     |
| ---- | --------------------------------------------------- | ----------------------------------------------- | ------------------------ | --------- | ----------------------------------------------------------------------------------------- |
| 2018 | Premios Mariposa Dorada de Pantene                  | Estrella en ascenso                             | Estrella en ascenso      | Ganadora  |                                                                                           |
| 2018 | Turkey Youth Awards                                 | Mejor actriz de televisión de reparto           | Fazilet Hanım ve Kızları | Ganadora  | [ 39 ]                                                                                    |
| 2019 | Turkey Youth Awards                                 | Mejor actriz de cine                            | Ask Bu Mu?               | Nominada  |                                                                                           |
| 2021 | Premios a las estrellas de televisión Ayakli Gazete | Mejor actriz en una serie de televisión digital | Yeşilçam                 | Nominada  |                                                                                           |
| 2021 | Festival Internacional de Cine de Esmirna           | Mejor actriz de reparto                         | Öğretmen                 | Nominada  |                                                                                           |
| 2021 | Premios Mariposa Dorada de Pantene                  | Mejor pareja de televisión                      | Yeşilçam                 | Nominada  | Con Çağatay Ulusoy                                                                        |
| 2022 | Premios Mariposa Dorada de Pantene                  | Mejor actriz                                    | Yeşilçam                 | Nominada  |                                                                                           |
| 2022 | Premios Mariposa Dorada de Pantene                  | Mejor serie de Internet                         | Yeşilçam                 | Nominada  | Con Cağan Irmak, Sibel Tuna, Levent Cantek, Volkan Sümbül, Çağatay Ulusoy y Selin Şekerci |
| 2023 | Turkey Youth Awards                                 | Mejor actriz de televisión                      | Yalı Çapkını             | Ganadora  |                                                                                           |
| 2023 | Turkey Youth Awards                                 | Mejor pareja de televisión                      | Yalı Çapkını             | Ganadora  | Con Mert Ramazan Demir                                                                    |